# 국제 농구 아시아 연맹
국제 농구 아시아 연맹(FIBA Asia)은 아시아의 농구, 스트리트볼 종목을 총괄하는 국제 스포츠 행정 기구이다. 아시아에서의 농구 경기 운영 · 관리 · 보급 활동을 실시한다.

## 회원국
| 국가                   | 협회                             | 코드 | 지역       | 설립   | 가맹   | 비고 |
| ---------------------- | -------------------------------- | ---- | ---------- | ------ | ------ | ---- |
| 네팔                   | 네팔 농구 협회                   | NEP  | 남아시아   |        |        |      |
| 대한민국               | 대한민국농구협회                 | KOR  | 동아시아   | 1925년 | 1960년 |      |
| 라오스                 | 라오스 농구 연맹                 | LAO  | 동남아시아 |        |        |      |
| 레바논                 | 레바논 농구 연맹                 | LBN  | 서아시아   |        |        |      |
| 마카오                 | 중국 마카오 농구 협회            | MAC  | 동아시아   |        |        |      |
| 말레이시아             | 말레이시아 농구 협회             | MAS  | 동남아시아 |        |        |      |
| 몰디브                 | 몰디브 농구 협회                 | MDV  | 남아시아   |        |        |      |
| 몽골                   | 몽골 농구 협회                   | MGL  | 동아시아   |        |        |      |
| 미얀마                 | 미얀마 농구 연맹                 | MYA  | 동남아시아 |        |        |      |
| 바레인                 | 바레인 농구 협회                 | BRN  | 걸프       |        |        |      |
| 방글라데시             | 방글라데시 농구 연맹             | BAN  | 남아시아   |        |        |      |
| 베트남                 | 베트남 농구 협회                 | VIE  | 동남아시아 |        |        |      |
| 부탄                   | 부탄 농구 연맹                   | BHU  | 남아시아   |        |        |      |
| 브루나이               | 브루나이 농구 협회               | BRU  | 동남아시아 |        |        |      |
| 사우디아라비아         | 사우디아라비아 농구 연맹         | KSA  | 걸프       |        |        |      |
| 스리랑카               | 스리랑카 농구 연맹               | SRI  | 남아시아   |        |        |      |
| 시리아                 | 시리아 농구 연맹                 | SYR  | 서아시아   |        |        |      |
| 싱가포르               | 싱가포르 농구 협회               | SGP  | 동남아시아 |        |        |      |
| 아랍에미리트           | 아랍에미리트 농구 협회           | UAE  | 걸프       |        |        |      |
| 아프가니스탄           | 아프가니스탄 국가 농구 연맹      | AFG  | 남아시아   |        |        |      |
| 예멘                   | 예멘 농구 협회                   | YEM  | 서아시아   |        |        |      |
| 오만                   | 오만 농구 협회                   | OMA  | 걸프       |        |        |      |
| 요르단                 | 요르단 농구 연맹                 | JOR  | 서아시아   |        |        |      |
| 우즈베키스탄           | 우즈베키스탄 농구 연맹           | UZB  | 중앙아시아 |        |        |      |
| 이라크                 | 이라크 농구 연맹                 | IRQ  | 서아시아   |        |        |      |
| 이란                   | 이란 농구 연맹                   | IRI  | 서아시아   |        |        |      |
| 인도                   | 인도 농구 연맹                   | IND  | 남아시아   |        |        |      |
| 인도네시아             | 인도네시아 농구 협회             | INA  | 동남아시아 |        |        |      |
| 일본                   | 일본 농구 협회                   | JPN  | 동아시아   |        |        |      |
| 조선민주주의인민공화국 | 조선민주주의인민공화국 롱구 협회 | PRK  | 동아시아   |        |        |      |
| 중화 타이베이          | 중화 타이베이 농구 협회          | TPE  | 동아시아   |        |        |      |
| 중화인민공화국         | 중국 농구 협회                   | CHN  | 동아시아   | 1956년 |        |      |
| 카자흐스탄             | 카자흐스탄 농구 연맹             | KAZ  | 중앙아시아 |        |        |      |
| 카타르                 | 카타르 농구 연맹                 | QAT  | 걸프       |        |        |      |
| 캄보디아               | 캄보디아 농구 연맹               | CAM  | 동남아시아 |        |        |      |
| 쿠웨이트               | 쿠웨이트 농구 연맹               | KUW  | 걸프       |        |        |      |
| 키르기스스탄           | 키르기스스탄 농구 연맹           | KGZ  | 중앙아시아 |        |        |      |
| 타지키스탄             | 타지키스탄 공화국 농구 연맹      | TJK  | 중앙아시아 |        |        |      |
| 태국                   | 태국 농구 체육 협회              | THA  | 동남아시아 |        |        |      |
| 투르크메니스탄         | 투르크메니스탄 농구 연맹         | TKM  | 중앙아시아 |        |        |      |
| 파키스탄               | 파키스탄 농구 연맹               | PAK  | 남아시아   |        |        |      |
| 팔레스타인             | 팔레스타인 농구 연맹             | PLE  | 서아시아   |        |        |      |
| 필리핀                 | 필리핀 농구 연맹                 | PHI  | 동남아시아 |        |        |      |
| 홍콩                   | 홍콩 농구 협회                   | HKG  | 동아시아   |        |        |      |

## 참고 문헌
- “Sub-Zones”. 아시아 농구 연맹.
- “아시아 농구 연맹”. 국제 협회 연합.
- “아시아 농구 연맹”. 아시아 올림픽 평의회. 2022년 3월 12일에 원본 문서에서 보존된 문서. 2022년 3월 12일에 확인함.

## 같이 보기
- 국제 농구 연맹